# Technohead

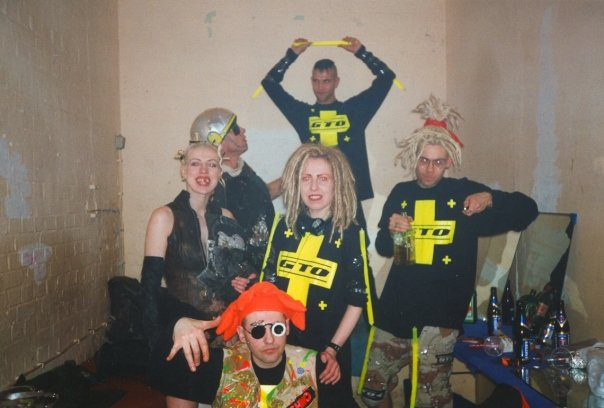
Greater Than One

Greater Than One to brytyjski zespół grający muzykę taneczną, m.in. w gatunkach happy hardcore, rave, gabber oraz techno.
Zespół został założony przez małżeństwo Lee Newman oraz Michaela Wellsa w 1985 roku. Stworzyli wspólnie wiele albumów pod tym oraz innymi nazwami: Tricky Disco, GTO, John + Julie, Church of Extacy, Signs of Chaos, T.D.5, Salami Brothers, Killout Squad, Technohead oraz L.E.D.. Kilka z ich singli osiągnęło komercyjny sukces. Od śmierci Newman (4 sierpnia 1995) na raka, jej mąż, Wells, kontynuował ich pasję pod kilkoma z poprzednich pseudonimów oraz jako The Man i S.O.L.O..

## Historia duetu
W 1985 roku Lee Newman i Michael Wells spotkali się na Royal College of Art w Londynie, założyli formację Greater Than One i wydali swoje pierwsze nagranie Kill the pedagogue na kasecie. W ciągu drugiej połowy lat 80. zorganizowali artystyczną wystawę, której akompaniowała ich muzyka. Między 1987 a 1990 powstały cztery kolejne albumy.
Ich pierwszym singlem, który odniósł sukces, było transowe nagranie zatytułowane Pure wydane przez wytwórnię Chrisalis Records pod nazwą GTO.
W 1995 Technohead wydało płytę Headsex, zawierającą największy hit tego duetu: I Wanna Be a Hippy. Do niego powstał teledysk, przedstawiający trzech członków subkultury Gabber z nadmuchanymi młotkami, ścigających hipisa uciekającego na rowerze po parku. Teledysk osiągnął pierwsze miejsce w 12 różnych krajach, m.in. w Niemczech, Szwajcarii, Belgii, i Holandii, a także 6 miejsce w Wielkiej Brytanii.
Znanymi tworami Technohead są również Happy Birthday, osiągające 18 miejsce w kwietniu 1996 w Wielkiej Brytanii oraz Banana-na-na, osiągające 64 miejsce w październiku tegoż roku.
Wells samotnie nagrał wiele singli oraz trzy albumy, w tym dwa nowe single Tricky Disco w lutym 2007 roku.

## Dyskografia (albumy)

### Greater Than One
- Lay Your Penis Down (CS) (1985)
- Kill the Pedagogue (CS) (1985)
- All the Masters Licked Me (LP) (1987)
- Trust (LP) (recorded 1987 as the first attempt of All the Masters Licked Me)
- Dance of the Cowards (1988)
- London (1989)
- G-Force (1989)
- Index EP (1991)
- Duty + Trust (CS) (1991 - recorded 1987/1988)

### GTO
- Tip of the Iceberg (1993)

### Church of Extacy
- Technohead (1993)

### Technohead
- Headsex (1995)

### Signs Ov Chaos
- Frankenscience (Urban Cyberpunk) (1996)

### The Man
- Phunk Box (1997)

### Signs of Chaos
- Departure (1998)

### S.O.L.O.
- Out Is In (1999)